# Công quốc Montferrat
Công quốc Montferrat (tiếng Ý: Ducato del Monferrato) là một nhà nước nằm ở miền Bắc nước Ý ngày nay. Nó được tạo ra từ những gì còn sót lại của Hầu quốc Montferrat thời trung cổ sau khi người thừa kế cuối cùng của Nhà Palaeologus qua đời (1533) và vùng lãnh thổ này đã được Hoàng đế Karl V của Đế chế La Mã Thần thánh kiểm soát trong một thời gian ngắn (cho đến năm 1536). Sau thời gian đầu ngắn ngủi đó, lãnh thổ này được tái cấu trúc thông qua cuộc hôn nhân của người thừa kế cuối cùng, Margaret xứ Montferrat, với Nhà Gonzaga, lúc đó đã là Công tước xứ Mantua. Năm 1574, thái ấp được nâng từ Hầu tước lên Công tước. Lãnh thổ của nó, nằm ở phía Nam Piedmonte, ngày nay vẫn được gọi là Montferrat.
Vào thời điểm đó, Nhà nước Montferrat có diện tích 2.750 km2, bao gồm hai phần riêng biệt giáp với Công quốc Savoia, Công quốc Milan và Cộng hòa Genoa. Thủ phủ của nó là Casale Monferrato.
Với Chiến tranh Kế vị Mantuan (1628–1631), một phần của công quốc được chuyển cho Nhà Savoy; phần còn lại được chuyển cho Nhà Savoy vào năm 1708, khi Leopold I của Thánh chế La Mã, giành được quyền sở hữu lãnh thổ Thân vương quốc Gonzaga, Công quốc Mantua.